# David Patterson Dyer

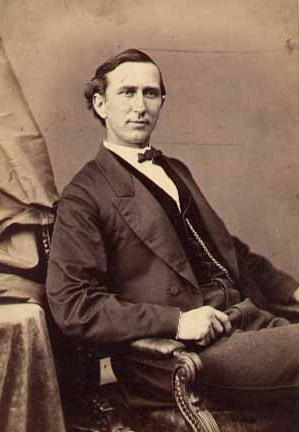
David Patterson Dyer

David Patterson Dyer (* 12. Februar 1838 im Henry County, Virginia; † 29. April 1924 in St. Louis, Missouri) war ein US-amerikanischer Jurist und Politiker. Zwischen 1869 und 1871 vertrat er den Bundesstaat Missouri im US-Repräsentantenhaus; später wurde er Bundesrichter.

## Leben
David Dyer war der Onkel des Kongressabgeordneten Leonidas C. Dyer (1871–1957). Im Jahr 1841 kam er mit seinen Eltern in das Lincoln County in Missouri, wo er die öffentlichen Schulen besuchte. Nach einem anschließenden Jurastudium in Bowling Green und seiner 1859 erfolgten Zulassung als Rechtsanwalt begann er in diesem Beruf zu arbeiten. Im Jahr 1860 war er Staatsanwalt im dritten Gerichtsbezirk von Missouri. Während des Bürgerkrieges war Dyer Oberst in einer Infanterieeinheit aus Missouri.
Politisch war er Mitglied der Republikanischen Partei. Zwischen 1862 und 1865 saß er als Abgeordneter im Repräsentantenhaus von Missouri. Im Jahr 1866 war er Sekretär im Staatssenat; 1868 nahm er als Delegierter an der Republican National Convention in Chicago teil, auf der General Ulysses S. Grant als Präsidentschaftskandidat nominiert wurde. Bei den Kongresswahlen des Jahres 1868 wurde Dyer im neunten Wahlbezirk von Missouri in das US-Repräsentantenhaus in Washington, D.C. gewählt, wo er am 4. März 1869 die Nachfolge von George Washington Anderson antrat. Da er im Jahr 1870 nicht bestätigt wurde, konnte er bis zum 3. März 1871 nur eine Legislaturperiode im Kongress absolvieren. In dieser Zeit wurde der 15. Verfassungszusatz ratifiziert.
Nach seinem Ausscheiden aus dem US-Repräsentantenhaus praktizierte Dyer als Anwalt in St. Louis. Im Jahr 1880 kandidierte er für das Amt des Gouverneurs von Missouri, unterlag aber dem Demokraten Thomas Theodore Crittenden deutlich mit 39:52 Prozent der Stimmen. Zwischen 1902 und 1907 war er Bundesstaatsanwalt für den östlichen Teil von Missouri; danach fungierte er bis 1919 im gleichen Bezirk als Richter am United States District Court, wo er die Nachfolge von Gustavus A. Finkelnburg antrat. Anschließend zog er sich in den Ruhestand zurück. David Dyer starb am 29. April 1924 in St. Louis.